# Spinasteron westi
Spinasteron westi là một loài nhện trong họ Zodariidae.
Loài này thuộc chi Spinasteron. Spinasteron westi được Barbara C. Baehr miêu tả năm 2003.